# Mark Recchi
Mark Louis Recchi (* 1. Februar 1968 in Kamloops, British Columbia) ist ein ehemaliger kanadischer Eishockeyspieler und derzeitiger -trainer italienischer Abstammung, der während seiner aktiven Karriere zwischen 1988 und 2011 unter anderem 1841 Spiele für die Pittsburgh Penguins, Philadelphia Flyers, Canadiens de Montréal, Carolina Hurricanes, Atlanta Thrashers, Tampa Bay Lightning und Boston Bruins in der National Hockey League bestritten hat. Der rechte Flügelstürmer ist dreifacher Stanley-Cup-Sieger, Weltmeister und Mitglied der Hockey Hall of Fame.

## Karriere

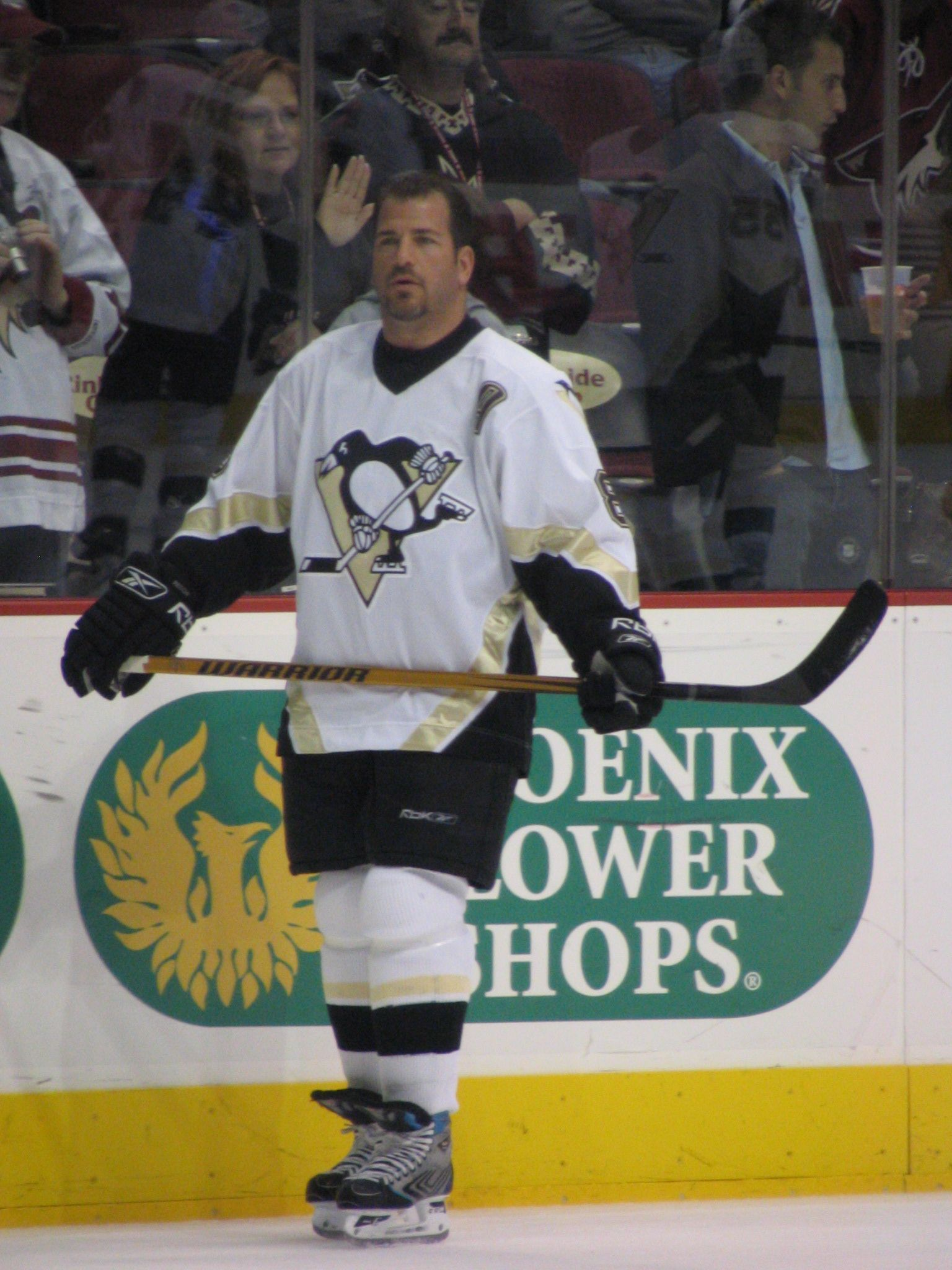
Recchi im Trikot der Pittsburgh Penguins (2007).

Mark Recchi begann seine Karriere 1984 in der kanadischen Juniorenliga British Columbia Junior Hockey League bei den Langley Eagles. Noch während seiner ersten Saison kam er auch in der höherklassigen Juniorenliga Western Hockey League vier Mal für die New Westminster Bruins zum Einsatz, zu deren Stammkader er zur folgenden Spielzeit gehörte. Recchi gehörte gleich zu den führenden Kräften der Bruins, doch blieb der mannschaftliche Erfolg aus. Er wechselte daraufhin im Sommer 1986 innerhalb der WHL zu den Kamloops Blazers. Dort entwickelte er sich zu einem der besten Spieler der Liga und schloss die Saison 1987/88 als drittbester Scorer der WHL mit 61 Toren und 93 Assists in 62 Spielen ab. Im Sommer 1988 wurde er schließlich von den Pittsburgh Penguins im NHL Entry Draft in der vierten Runde an Position 67 ausgewählt, nachdem er in den zwei Jahren zuvor von den Teams der National Hockey League übergangen worden war.
Recchi schaffte nicht sofort den Sprung in den NHL-Kader und spielte den Großteil der Saison 1988/89 in der International Hockey League bei den Muskegon Lumberjacks, dem Farmteam von Pittsburgh. Mit Muskegon gewann er am Saisonende den Turner Cup, die Meisterschaftstrophäe der IHL, und war gemeinsam mit Teamkollege Dave Michayluk Topscorer der Playoffs. Im Jahr darauf war er schließlich festes Mitglied der Penguins und fügte sich mit 67 Punkten in seiner Rookiesaison gut in die Mannschaft ein. Bereits in der Saison 1990/91 gehörte Recchi zu den wichtigsten Spielern der Mannschaft und führte die interne Scorerliste an und belegte mit 113 Punkten den vierten Platz in der Liga hinter Wayne Gretzky, Brett Hull und Adam Oates. Auch in den folgenden Playoffs konnte er seine guten Leistungen fortsetzen, als er zehn Tore und 24 Vorlagen zum Gewinn des Stanley Cup beitrug.
In der folgenden Saison war Recchi wieder einer der besten Spieler der Pittsburgh Penguins, wurde aber am 19. Februar 1992 zu den Philadelphia Flyers transferiert. Am Ende der Saison wurde er ins NHL Second All-Star Team gewählt. 1992/93 hatte Recchi sein bestes Jahr und erzielte 53 Tore und bereitete 70 weitere vor, wodurch er erneut unter den zehn besten Scorern der Liga lag. Allerdings verpassten die Flyers in dieser sowie in der Spielzeit darauf die Playoffs. Die auf Grund des Lockout verkürzte Saison 1994/95 begann Recchi noch in Philadelphia, wurde aber nach zehn Spielen zu den Canadiens de Montréal transferiert. Neben Vincent Damphousse gehörte er dort in den folgenden Jahren zu den wichtigen Leistungsträgern in der Offensive, ehe er im März 1999 nach Philadelphia zurückwechselte.
Bei den Flyers lief er noch einmal zur Höchstform auf und war am Ende der Saison 1999/2000 drittbester Scorer der NHL und führte die Liga mit 63 Torvorlagen an. Zudem erreichten die Flyers in den Playoffs das Finale der Eastern Conference. Als Lohn für seine Leistungen wurde Recchi für den Lester B. Pearson Award nominiert, den der beste Spieler der Saison erhält. Zusammen mit den erfahrenen Keith Primeau, Jeremy Roenick und John LeClair sowie dem jungen Simon Gagné führte er den Angriff der Flyers in den folgenden Jahren an und präsentierte sich weiterhin in guter Form.
Nach dem Ausfall der Saison 2004/05 wegen eines erneuten Lockout kehrte Recchi zu den Pittsburgh Penguins und somit an die Seite von Mario Lemieux zurück, mit dem zusammen er bereits in den Anfangsjahren seiner Karriere gespielt hatte. Er gehörte in der Saison 2005/06 zu den wichtigen Leistungsträgern der jungen Mannschaft um Jungstar Sidney Crosby. Jedoch wurde Recchi im März 2006 zu den Carolina Hurricanes transferiert, nachdem die Penguins keine Chance mehr auf die Qualifikation für die Playoffs hatten. In Carolina traf er wieder auf Rod Brind’Amour und Justin Williams, die schon in Philadelphia seine Mannschaftskameraden waren, und wenige Monate später gewannen sie mit den Hurricanes den Stanley Cup.

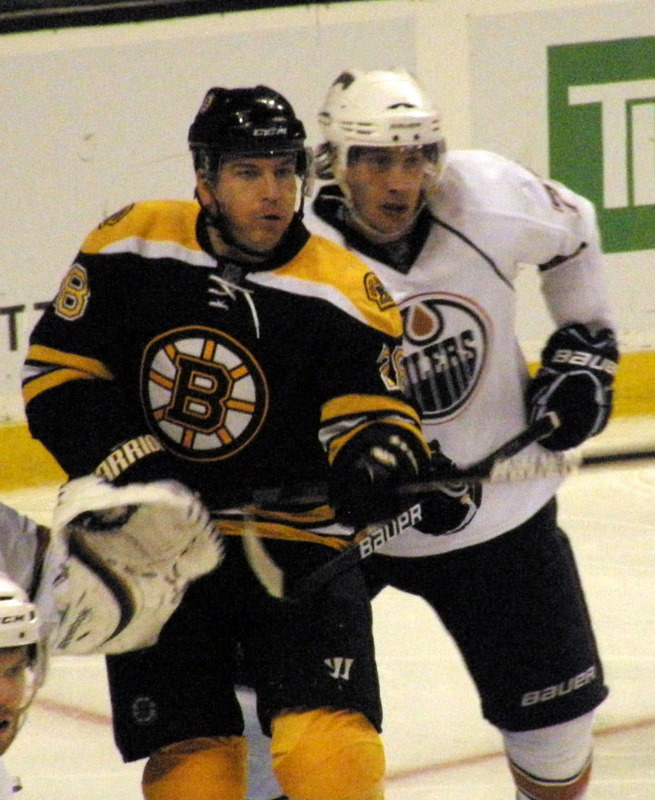
Recchi (vorne) im Zweikampf mit Tom Gilbert (2009).

Recchi entschied sich nach diesem Erfolg für eine erneute Rückkehr nach Pittsburgh und erzielte dort während der Saison 2006/07 am 26. Januar 2007 als 38. Spieler der NHL-Geschichte sein 500. Tor. Hinter den Jungstars Sidney Crosby und Jewgeni Malkin war er zudem drittbester Scorer der Penguins und sie erreichten zum ersten Mal seit 2001 wieder die Playoffs.
Im Juni 2007 verlängerte Recchi seinen abgelaufenen Vertrag um ein weiteres Jahr, jedoch konnte er nicht mehr an seine vergangenen Leistungen anknüpfen, so dass er zu Beginn der Saison 2007/08 öfters nicht im Kader stand. Am 4. Dezember 2007 wurde er schließlich von den Penguins auf die Waiver-Liste gesetzt, wovon ihn jedoch kein Team verpflichten wollte. Nach der Übersendung zum Farmteam der Penguins setzte das Management ihn erneut auf die Liste, jedoch mit dem Unterschied, dass das Team, das ihn auswählen würde, nicht mehr das gesamte, sondern nur noch die Hälfte seines Gehaltes übernehmen musste. Daraufhin wurde er von den Atlanta Thrashers ausgewählt, wo der Trainerstab viel Vertrauen in ihn setzte, dass er mit deutlich gesteigerten Leistungen zurückzahlte. Trotz der ansteigenden Formkurve blieb er jedoch nur bis zum Saisonende in Atlanta und wechselte zum im Umbruch befindlichen Divisionskonkurrenten Tampa Bay Lightning. Dort knüpfte er an seine gute Form an, der Mannschaft gelang aber nicht der erhoffte Aufschwung und nachdem Tampa Bay aus dem Rennen um die Playoff-Plätze war, wurde er zur Trade Deadline im März 2009 zu den Boston Bruins transferiert, die zu dem Zeitpunkt das beste Team in der Eastern Conference waren.
Am 24. November 2010 erzielte Recchi beim 3:1 der Bruins gegen die Florida Panthers seinen 1500. Punkt in der NHL. Er war der 13. Spieler in der Geschichte der Liga, der diese Grenze passierte. In der Saison 2010/11 gewann Recchi mit den Boston Bruins den dritten Stanley Cup in seiner Laufbahn und erklärte nach dem letzten Finalspiel seine Spielerkarriere für beendet. In Boston hatte er zuletzt in der zweiten Reihe gemeinsam mit Patrice Bergeron und Brad Marchand gespielt.
Bereits seit 2014 war Recchi als Trainer in der Organisation der Pittsburgh Penguins aktiv gewesen, bis man ihn im Sommer 2017 als Nachfolger des nach Arizona abgewanderten Assistenztrainers Rick Tocchet vorstellte. Im selben Jahr wurde er mit der Aufnahme in die Hockey Hall of Fame geehrt. Nach der Saison 2019/20 wurde sein Vertrag in Pittsburgh nicht verlängert, sodass er sich wenig später in gleicher Funktion den New Jersey Devils anschloss, wo er bis zum Sommer 2022 tätig war. Im September 2023 wurde er in weiterer Folge als neuer Assistenztrainer bei den Columbus Blue Jackets vorgestellt. Das Engagement dort endete allerdings bereits nach einem Jahr.

### International
Recchi vertrat sein Heimatland bei der Junioren-Weltmeisterschaft 1988, wo er die Goldmedaille gewann. Darüber hinaus bestritt er die Weltmeisterschaften der Jahre 1990, 1993 und 1997 sowie die Olympischen Winterspiele 1998 im japanischen Nagano. Bei der Weltmeisterschaft 1997 gewann er ebenfalls Gold.

## Erfolge und Auszeichnungen
| - 1988 WHL West First All-Star Team - 1988 WHL Plus-Minus Award - 1989 Turner-Cup-Gewinn mit den Muskegon Lumberjacks - 1989 IHL Second All-Star Team - 1991 Teilnahme am NHL All-Star Game - 1991 Stanley-Cup-Gewinn mit den Pittsburgh Penguins - 1992 NHL Second All-Star Team - 1993 Teilnahme am NHL All-Star Game - 1994 Teilnahme am NHL All-Star Game | - 1997 Teilnahme am NHL All-Star Game - 1997 Most Valuable Player des NHL All-Star Game - 1998 Teilnahme am NHL All-Star Game - 1999 Teilnahme am NHL All-Star Game - 2000 Teilnahme am NHL All-Star Game - 2006 Stanley-Cup-Gewinn mit den Carolina Hurricanes - 2011 Stanley-Cup-Gewinn mit den Boston Bruins - 2017 Aufnahme in die Hockey Hall of Fame |

### International
- 1988 Goldmedaille bei der Junioren-Weltmeisterschaft
- 1997 Goldmedaille bei der Weltmeisterschaft

## Karrierestatistik

### International
Vertrat Kanada bei:
| - Junioren-Weltmeisterschaft 1988 - Weltmeisterschaft 1990 - Weltmeisterschaft 1993 | - Weltmeisterschaft 1997 - Olympischen Winterspielen 1998 |

(Legende zur Spielerstatistik: Sp oder GP = absolvierte Spiele; T oder G = erzielte Tore; V oder A = erzielte Assists; Pkt oder Pts = erzielte Scorerpunkte; SM oder PIM = erhaltene Strafminuten; +/− = Plus/Minus-Bilanz; PP = erzielte Überzahltore; SH = erzielte Unterzahltore; GW = erzielte Siegtore; 1 Play-downs/Relegation; Kursiv: Statistik nicht vollständig)